# 利潤最大化
利潤最大化（りじゅんさいだいか、英: profit maximization）とは、正則な経済学において仮定される、企業の行動基準である。
経済学では一般に、企業は以下の式で求まる利潤を最大化するように行動すると仮定する。
利潤 = 収入 - 費用 = 財価格×生産量 - 費用
つまり、
{\displaystyle \Pi =p(F(L,K))\times F(L,K)-(wL+rK)}
ここで、生産量は生産関数、費用は費用定義式で置き換えている。また、
- Πは利潤
- L は労働
- K は資本
- F (L ,K )はL ,K という生産要素で与えられる生産関数
- w ,r は労働と資本それぞれの生産要素に費やす単位あたりの要素価格
- p は価格で、生産量F の関数

である。
またこの場合は二つの生産要素、資本と労働を仮定しているが、要素はこの限りではない。このようなとき、この式をそれぞれの要素に対して偏微分したものが、利潤最大化における条件式となる。
あと１単位生産を増やすことによる利潤の増加と、その生産増のための費用の増加が一致する水準にて生産する時、利潤は最大化される。

## 注意点
現実の企業や経営者の行動というのは、必ずしも利潤の最大化を基準とはしていない。利潤を度外視し売上高を最大化することを目指す企業もかつて多かった。また、反対に、利潤はきわめて小さくてかまわないとし、社会的貢献を目指す企業もあることは知られている。ただし、参入障壁が無い産業においては、プラスの利潤の存在は新規参入者を招き、各企業の利潤を減少させることになる。利潤がプラスである限りこれは続くので、その結果、長期的には最大限に利潤を求めた場合ですら企業の利潤はゼロとなり、利潤最大化を目指さない場合はマイナスとなる。つまり、利潤の最大化を目指さない企業というものは、何らかの参入障壁を形成しているか、あるいは政府などからの補助を受けているかでなければ存続できない。これらは一般に社会厚生を損ねる要因となる。利潤最大化を目指さない企業が存在し得る制度が、社会的に望ましいものなのかについては、そのような点も踏まえて判断する必要がある。
巨視的には、利潤最大化という仮定に基づいたモデルは、利潤最大化を目指さない企業を含む、経済主体としての企業全体についてもよい説明力を持っているが、利潤最大化を目指さない企業にスポットを当てた分析をする時には、利潤最大化以外の目的を持った行動を記述するモデルを用いることが必要となる。一般に、仮定が非現実的な点だけを以てして、分析を批判する行為は非生産的である。たとえば物理学において、「質点というものは非現実的だから質点を用いたモデルには意味がない」という人はいないであろう。質点を用いてはうまく説明できない事象を扱う時になって、剛体や連続体などのより現実に近いモデルを導入すればよい。モデルから得られる知見に大差が無いにもかかわらず、むやみに現実に近い仮定をおくことは、徒に複雑化してモデルの見通しを悪くするだけである（モデリング (科学的)も参照）。